# Sovetsko-Gavanskij rajon
Il Sovetsko-Gavanskij rajon (in russo Советско-Гаванский район?) è un municipal'nyj rajon del Kraj di Chabarovsk, nell'Estremo oriente russo.